# Juliusz Janusz
Juliusz Janusz (* 17. März 1944 in Łyczana, Woiwodschaft Kleinpolen, Polen) ist ein polnischer Geistlicher, katholischer Erzbischof und Diplomat des Heiligen Stuhls. 

## Leben
Der Erzbischof von Krakau, Karol Wojtyła, weihte ihn am 19. März 1967 in der Wawel-Kathedrale zum Priester. Papst Paul VI. verlieh ihm am 23. Mai 1977 den Ehrentitel Kaplan Seiner Heiligkeit (Monsignore).
Papst Johannes Paul II. ernannte ihn am 25. März 1995 zum Titularerzbischof pro hac vice von Caprulae und zum Apostolischen Nuntius in Ruanda. Die Bischofsweihe spendete ihm Kardinalstaatssekretär Angelo Sodano am 8. Mai desselben Jahres; Mitkonsekratoren waren Franciszek Kardinal Macharski, Erzbischof von Krakau, und Francis Kardinal Arinze, Präsident des Päpstlichen Rates für den Interreligiösen Dialog.
Am 26. September 1998 wurde er zum Apostolischen Nuntius in Mosambik und am 9. April 2003 zum Apostolischen Nuntius in Ungarn ernannt. Papst Benedikt XVI. ernannte ihn am 10. Februar 2011 zum Apostolischen Nuntius in Slowenien. Zum 21. September 2018 trat er in den Ruhestand.